# Renacer (revista)
Renacer fue una revista española, editada en Zaragoza entre 1937 y 1938. Su línea editorial era de apoyo a la causa del bando sublevado y legitimadora del golpe de Estado que dio origen a la Guerra Civil en 1936.
La publicación, inicialmente de periodicidad mensual, se editaba en la imprenta de Eduardo Berdejo Casañal de Zaragoza.
Su primer número salió en diciembre de 1937, con un gran dibujo de Francisco Franco en su portada. El segundo número, de enero-febrero de 1938, dedicaba su portada al dictador alemán Adolf Hitler, y contaba con un artículo del académico Miguel Artigas titulado «Del Imperio español». El tercer y último número, de mayo-junio de 1938, contaba en su portada con José Antonio Primo de Rivera, a quien la revista siempre denominaba El Ausente. Otro de los colaboradores de la publicación fue el historiador Ricardo del Arco, y los retratos eran obra del ilustrador zaragozano Guillermo Pérez Baylo.
La temática de la revista, afín a Franco y la Falange, estaba basada en el seguimiento del curso de la guerra así como en la propaganda favorable a los sublevados y sus líderes. También había una sección cultural. Buena parte de sus páginas estaban reservadas a la publicidad de distintos negocios e industrias zaragozanos. Dejó de publicarse en el verano de 1938, coincidiendo con los preparativos de la batalla del Ebro, posiblemente por la intensidad que estaba tomando la guerra en dicho Frente de Aragón.